# Cuno-Kraftwerk
Das Cuno-Kraftwerk ist ein Kraftwerksstandort zur Strom- und Wärmeerzeugung, der seit 1908 betrieben wird und mehrmals umgebaut wurde. Das Kraftwerk befindet sich in Herdecke an der hier zum Harkortsee aufgestauten Ruhr vor dem bewaldeten Ardeyhang.
Der 248m hohe, oft nur kurz "Cuno" genannte Schornstein war bis zu seinem abgeschlossenen Rückbau 2024/2025 weithin sichtbar und galt Autofahrern auf der A1 als neuzeitliches Wahrzeichen Herdeckes. Ab Mai 2005 wurden bereits große Teile des Kraftwerks abgerissen, um Platz für ein an selber Stelle zu errichtendes Gas- & Dampfturbinenkraftwerk zu schaffen, das seit 2007 in Betrieb ist.
Das Cuno-Kraftwerk wurde nach dem damaligen Hagener Bürgermeister Willi Cuno benannt, der das regionale Energieunternehmen „Elektromark“ mitgründete.

## Geschichte

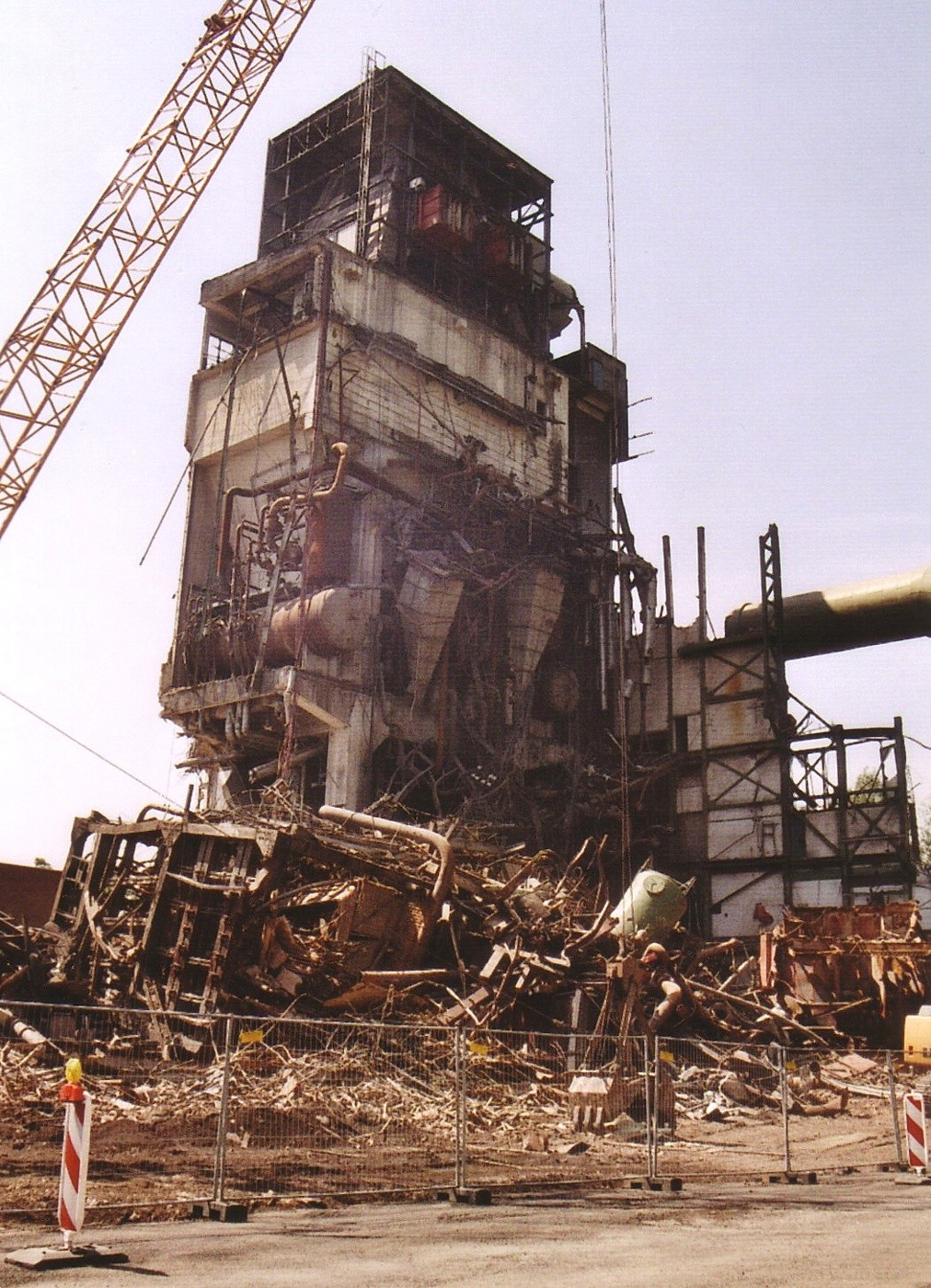
Teilabriss des alten Cuno-Kraftwerks im Mai 2005

Das Herdecker Kraftwerk war 1908 das erste Werk der Elektromark und eine der ersten reinen Dampfturbinenanlagen, die seit Beginn auch mit deutscher Steinkohle aus dem nahen Ruhrgebiet arbeitete. In den 1920er-Jahren galt das Werk wegen seines damals als besonders hoch eingeschätzten Wirkungsgrades von rund 25% sogar europaweit als vorbildhaft. Nach dem Ersten Weltkrieg wurde von Klaus Thormaehlen für diesen Standort die Kohlen-Staubfeuerung entwickelt und die ersten vier Kohlenstaubkessel wurden 1927 erfolgreich in Betrieb genommen.
1932 wurde dann im Cuno-Kraftwerk die erste Schmelzkammerfeuerung Deutschlands eingeweiht. Mehrere Erweiterungen und Modernisierungen erfolgten in der Zeit nach dem Zweiten Weltkrieg.
Der neue Block H2 lieferte seit dem 3. Dezember 1962 eine elektrische Nettoleistung von 90MW aus Verbrennung von Steinkohle. Doch 1970 wurde die Feuerung auf Erdgas umgestellt, weil der Brennstoff Kohle zuvor sehr teuer geworden war.
1983, genau zur Zeit der breiten öffentlichen Diskussion um sauren Regen und Waldsterben, erfolgte die Rückumstellung auf Kohleverfeuerung, die vor Ort wegen der schädlicheren Emissionen damals sehr umstritten war. Wegen der verschärften Gesetzeslage wurde der Bau des 248m hohen Schornsteins notwendig, der seitdem das Landschaftsbild prägte. Zum Anfahren der Turbine wurde über eine Pipeline bezogenes Erdgas oder im Falle einer Versorgungsunterbrechung Erdöl genutzt, das in zwei Tanks lokal vorgehalten wurde. Ab 1983 lieferte der Block H2 auch Fernwärme für Herdecker Industrie- und Gewerbebetriebe sowie Privathaushalte.
Nach anhaltenden starken Protesten unter anderem von Bürgerinitiativen ging dann 1988 eine zu dieser Zeit sehr moderne Rauchgas-Entschwefelungsanlage (REA) in Betrieb, die etwa 90% der im Rauchgas enthaltenen Schwefeldioxide herausfilterte. Die REA arbeitete in Kombination mit Elektrofiltern und Entstickungsanlagen.
Nachdem das Kraftwerk gegen Ende der 1990er-Jahre seine wirtschaftliche Lebensdauer erreicht hatte, wurde es noch für einige Jahre jahreszeiten- und verbrauchsabhängig betrieben. Ab 2001 wurden zuletzt zwecks Kostensenkung mit Sondergenehmigungen auch Sekundärbrennstoffe, wie beispielsweise Tiermehl und testweise Teppichreste verfeuert.
Am 5. März 2004 erzeugte der steinkohlegefeuerte Block H2 (Pelektrisch = 86MW, Pthermisch = 25MW) im Cuno-Heizkraftwerk offiziell seine letzte KWh und wurde danach für eine Übergangsperiode als Kaltreserve vorgehalten. Insgesamt lieferte der Block H2 seit 1962 etwa 17,5 Millionen MWh elektrische Energie. Im Spätsommer 2004 wurde zur Aufrechterhaltung der Fernwärmeversorgung nach Schließung des Hauptblocks ein Erdgas-Blockheizkraftwerk bestehend aus zwei Deutz 20-Zylinder-Erdgasmotoren und zwei Dampfkesseln in Betrieb genommen.
Ab Mai 2005 erfolgte der Teilabriss der alten Kraftwerksanlage mit Block H2 bis auf die Schornsteinanlage und zu der Zeit denkmalgeschützten Gebäude, um die für das Genehmigungsverfahren für ein geplantes 400MW-Gas- & Dampfturbinenkraftwerk am gleichen Standort erforderliche Freifläche nachweisen zu können. Um Fördermittel zu erhalten, musste die neue Anlage bereits 2007 betriebsbereit sein. Bis auf den Block H2 und die denkmalgeschützten Teile war die vorhandene Anlage bereits 1998/1999 für einen damals diskutierten, jedoch nicht realisierten Neubau entkernt worden.
Der Endabriss der alten Kraftwerksanlage dauerte von Ende 2021 bis Frühjahr 2025. Dieser umfasste auch den aufwendigen Rückbau des Schornsteins des ehemaligen Kohle-Gaskraftwerks. Der gesamte Bruttorauminhalt der abzubrechenden Strukturen betrug 220.000m2. Ein wesentlicher Bestandteil dieses Projekts war die Schadstoffentfrachtung, da das Kraftwerk erhebliche Mengen an gefährlichen Stoffen wie Asbest, künstliche Mineralfasern (KMF), mineralische Kohlenwasserstoffe (MKW) und Schwermetalle enthielt. Ziel des Projekts war es, die nicht mehr benötigten Gebäude und Anlagenteile des Kraftwerks sicher und umweltgerecht abzubauen. Dies schloss eine gründliche Dekontamination und Entsorgung der Schadstoffe ein, um die Umweltbelastung zu minimieren und die Fläche für zukünftige Nutzungen vorzubereiten.

## Denkmalschutz und Tourismus
Die Backsteinfassaden der alten Kesselhäuser VI und VII standen bis zur Rücknahme seitens der oberen Denkmalbehörde in Münster im Februar 2006 als Industriedenkmale unter Denkmalschutz. Begründet wurde die Aufhebung des Denkmalschutzes mit wirtschaftlicher Unzumutbarkeit für das Unternehmen. Im Rahmen der Route der Industriekultur waren die Gebäude auch eine touristische Attraktion im Ruhrtal. Mit der Anweisung zur Denkmalschutzaufhebung war die Dokumentation der denkmalgeschützten Kesselhäuser verbunden. Hierzu richteten Mark-E und Statkraft das "Cuno-Forum" ein, das 2009 eröffnet wurde. Es dokumentiert auch die über 100-jährige Geschichte des Kraftwerksstandortes und informiert über aktuelle moderne Stromerzeugung.
Nirgendwo anders zu sehen war der Typ des Schrägaufzuges, der das Werk mit dem höher am Ardeyhang gelegenen Güterbahn-Gleisanschluss verband, eine Konstruktion von MAN. Der Schrägaufzug für Kohle-Güterwaggons wurde ebenfalls im Mai 2005 abgerissen, obwohl er einzigartig in Deutschland war.
Laut der ehemaligen Betreibergesellschaft betrug die Höhe des Schornsteins 248m über Geländeoberkante. Er stand nicht unter Denkmalschutz, jedoch befand sich in etwa 80m Höhe ein Nistkasten für Wanderfalken, in dem nach erfolgreicher Wiederansiedelung schon mehrere Generationen Nachwuchs aufzogen. Die an- und abfliegenden Vögel konnten hier zur Brutzeit vom Boden aus gut mit Feldstechern beobachtet werden.

## gegenwärtige und zukünftige Nutzung
Die aktuelle Gas- und Dampfturbinen (GuD)-Anlage (Block H6) liefert netto 417MW Strom und hat einen Wirkungsgrad von ca. 59%. Sie wurde von Mark-E zusammen mit der norwegischen Statkraft entwickelt und gebaut. In dem kombinierten Prozess der Energiegewinnung wird in einer 270MW-Gasturbine mit einem nachgeschalteten Abhitzekessel sowie einer 147MW-Dampfturbine die Wärmeenergie in Elektrizität umgewandelt. Wegen ihrer Lastflexibilität und kurzen Reaktionszeit ist die neue Anlage ein wichtiges Stabilisierungselement in der nachhaltigen und resilienten Energieversorgung der Metropoloregion Ruhr. Die Versorgung mit Erdgas erfolgt aus dem Fernleitungsnetz von Gascade. Für den elektrischen Netzanschluss auf Hochspannungsebene ist Mark-E / Enervie als zuständiger Netzbetreiber verantwortlich.
Die 2025 durch den Endabriss der historischen Kraftwerksteile entstandene Freifläche soll zukünftig von Mark-E für nachhaltige Energieerzeugung durch eine 1,5MW-Freiflächen-Photovoltaikanlage genutzt werden.

## Lage
- Anschrift: Mark-E AG, Cuno-Heizkraftwerk Herdecke, Wetterstraße 111, 58313 Herdecke
- ÖPNV: Haltestelle „E.-Werk-Mark“, Herdecke